# Kutná Hora
Kutná Horaⓘ (niem. Kuttenberg) – stolica powiatu Kutná Hora w kraju środkowoczeskim, w Czechach w odległości ok. 65 km od Pragi. Populacja miasta wyniosła w 2003 r. 21 218 mieszkańców.

## Historia
Rozwój Kutnej Hory wiąże się z wydobyciem srebra, którego początki sięgają XIII wieku. XIV wiek przyniósł dalszy rozwój miasta, założono mennicę królewską Włoski Dwór (Vlašský dvůr), w której zatrudniono florenckich rzemieślników. Włoski Dwór stał się też rezydencją królewską, po której najcenniejszą pamiątką jest gotycka kaplica królewska. Mennicę zamknięto w XVIII wieku, co związane było z wyczerpywaniem się złóż srebra. Teraz jest tu siedziba muzeum mincerstwa (Czeskiego Muzeum Srebra) i galerii numizmatycznej.
Obecnie w Kutnej Horze rozwija się przemysł maszynowy, tekstylny, metalowy oraz przetwórstwo żywności.
W 1995 r. Stare Miasto z kościołem św. Barbary i kościół poklasztorny p. w. Wniebowzięcia Najświętszej Marii Panny i św. Jana Chrzciciela w dzielnicy Sedlec zostały zapisane na liście światowego dziedzictwa UNESCO.
Ważnymi zabytkami Kutnej Hory są też:
- kaplica czaszek (ossuarium) w dzielnicy Sedlec(inne języki)
- kościół św. Jakuba
- kaplica Bożego Ciała
- Hrádek, zameczek szlachecki
- kamienna gotycka studnia
- słup morowy
- Kolegium jezuickie w Kutnej Horze(inne języki)
- Dom Jana Šultysa w Kutnej Horze

## Miasta partnerskie
- Eger, Węgry
- Fidenza, Włochy
- Kremnica, Słowacja
- Puszkino, Rosja
- Ringsted, Dania
- Stamford, Wielka Brytania
- Tarnowskie Góry, Polska